# Ross River-koorts
Ross River-koorts is een infectieziekte die wordt veroorzaakt door het Ross River-virus. Deze ziekte wordt overgebracht door muggen. Ross River-koorts komt voor in Oceanië en oostelijk Indonesië. Vanwege de klachten en de regelmatige verheffingen wordt Ross River-koorts ook wel "epidemische polyartritis" genoemd.

## Ross River-virus
Het Ross River-virus is een alfavirus. Het is een enkelstrengs RNA-virus uit de Togaviridae.

## Voorkomen
Ross River-koorts is de meest voorkomende arbovirusinfectie van Australië met jaarlijks ongeveer vijfduizend ziektegevallen. In Australië komt de ziekte met name voor in de staten Noordelijk Territorium en Queensland. Ross River-koorts komt ook voor in de kuststreken en laaglanden van Nieuw-Guinea, de Molukken en op de westelijke Oceanische eilanden. De natuurlijke gastheren zijn kangoeroes. Ook de voskoesoe, paarden en mogelijk vleerhonden, katten, honden en vogels spelen een rol. Als vector fungeren meerdere muggensoorten uit de geslachten Aedes en Culex, waaronder zowel dag- als nachtstekers. In noordelijk Australië betreft het voornamelijk A. vigilax, in zuidelijk Australië A. camptorhynchus en in de centrale delen met name C. annulirostris. Overdracht is het gehele jaar mogelijk en met name in het regenseizoen tussen december en maart en na hevige regenval en overstromingen. De kans op besmetting is het grootst in zoutwatermoerassen en plattelandsgebieden.

## Klinisch beeld
Het klinisch beeld van Ross River-koorts bestaat met name uit koorts, moeheid, verlies van eetlust, pijnlijke gewrichten en symmetrische artritis van de polsen, handen, knieën, enkels en voeten. De helft van de patiënten krijgt maculopapuleus exantheem op de romp en de armen en benen. Zeldzamere symptomen zijn vergroting van de milt en glomerulonefritis. De behandeling is symptomatisch met onder meer pijnstillers en het nastreven van een goede vochtinname. De gewrichtsklachten en moeheid kunnen na doorgemaakte Ross River-koorts lang aanhouden. Ross River-koorts is een meldingsplichtige ziekte in Australië.